# Starodevitj kloster

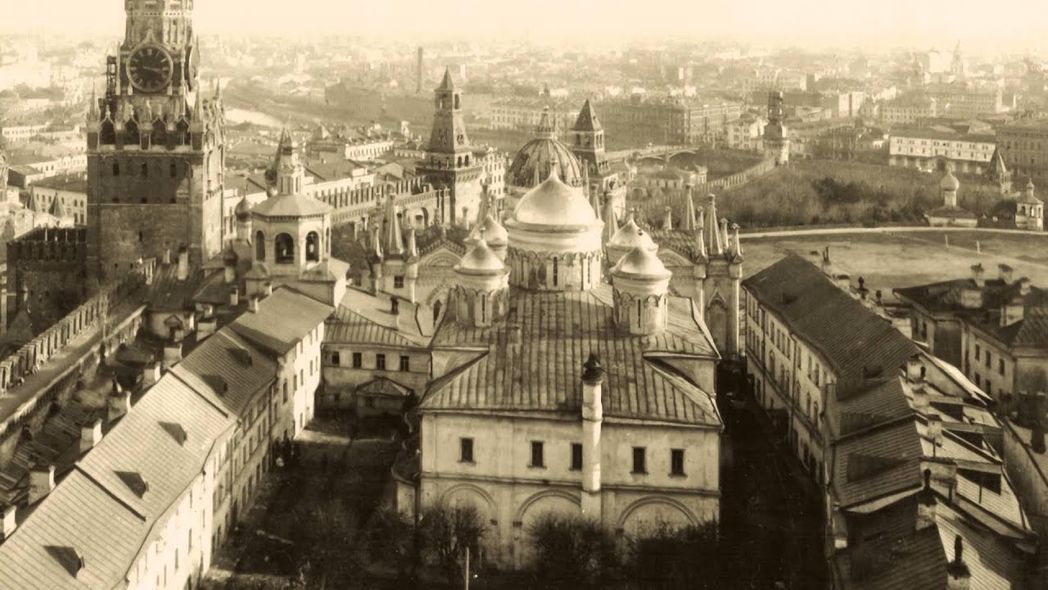
Starodevitj kloster

Starodevitj kloster, ofta kallad gamla jungfrurs kloster, var ett rysk-ortodoxt kloster för kvinnor i Kreml, Moskva. Det var ett kungligt kloster, känt för att vara begravningsplats för kvinnliga medlemmar av den ryska tsarfamiljen och adliga kvinnor ur tsarhovet. Klostret  grundades troligen år 1389. Det stängdes år 1917 under ryska revolutionen och revs på order av Josef Stalin år 1929.